# صحيفة الفرات (أستراليا)
صحيفة الفرات هي صحيفة عربية تصدر في أستراليا اسسها الكاتب والصحفي حسين خوشناو  في 9 أبريل 2001.